# 星くずパラダイス
『星くずパラダイス』（ほしくずパラダイス）は、克・亜樹による日本の漫画作品。小学館『週刊少年サンデー』1989年37号 - 1991年43号にて連載された他、『週刊少年サンデー増刊号』1990年4月号 - 1990年9月号にも一部の回が掲載された。

## 概要
芸能界を舞台に、様々な芸能人たちが織り成すドタバタラブコメディ。
同作品は美少女漫画的な傾向が強く、話の大半はギャグと美少女をメインに据えた内容で描かれている。その一方で、主要登場人物各々の恋愛模様にスポットを当てた回や、一家団欒の家族愛をテーマに描いた回なども存在する。基本的には各話共に1話完結型の形式で描かれている。
克・亜樹執筆作初のメディアミックス企画が実施された作品でもあり、連載が終盤に入ってからではあるがドラマCDやOVA等がリリースされている。

## あらすじ
唯一の肉親だと思っていた母親を失ったその葬儀の日に、母の墓前で芸能界の大物演歌歌手・宝生健と出会ったごく普通の男子高校生・ひろし。その宝生健から突然自身が自分の息子であると告げられ、訳も分からないままに宝生邸へと連れて行かれたひろしは、以来そこで芸能一家の一員としての生活を送ることになる。さらには、義理の妹になった芸能界のトップアイドル・結城りなの付き人になって彼女に同行し、いずれ自身が芸能界入りする時のための勉強をするよう健から命じられてしまった。

## 登場人物
「声」は、メディアミックス作品群における担当声優。

### 宝生一家
宝生 ひろし（ほうじょう ひろし）
声 - 草尾毅
母親と2人暮らしであったが、冒頭で母親が亡くなり1人になったところを全く知ることの無かった父親・宝生健の突然の出現と再婚により芸能一家の一員になった少年で、同作品の主人公。連載開始当初は15歳。誕生日は2月と思われる。今も高校に通い続ける中で宝生一家の家事一切を引き受けている。これは家事が出来る人間が誰もいない上に、ひろしが病弱な母を支え家事を行ってきていたためである。そしてさらには義理の妹になったアイドル歌手・結城りなの付き人までも兼任している。状況に流されるまま渋々始めた芸能一家の一員生活だったが、陰ながら一家の生活を支え続ける中で次第に家族の一員としての自覚を持つようになり、また、りなの私生活における様々な素顔を知るうちに彼女のことを異性として意識するようにもなった。しかしその後、りなの通う学校の学園祭で知り合った新人アイドル歌手の美浦千里から好かれるようになってからは、りなと千里との板挟みに悩まされるようになる。加えて、学校ではその境遇を羨んだ同級生たちから攻撃の対象となり、芸能界では健を始めとする芸能人たちのやること為すことに毎回付き合わされるという日々を送っている。物語上は結局、この関係については完全には結論が出ないまま終わっている（千里にりなに対する想いを伝えたものの、それ以上の話は描かれなかった）。
普段は自他ともに認める地味な少年。歌は下手という訳ではないが、ジャンル問わず歌うと演歌っぽくなるクセがあるなど、芸能人には向かないような面ばかりが目立っているが、実は役作りが非常に上手く、一旦役に入り込むとその人物に完全になり切れるという特技を持っている。その一部始終を見ていたりなはひろしに俳優の才能を見出したが、ひろし自身はまだそのことに気付いておらず、また、現時点では芸能界入りする気もない。本人にその気は無いにもかかわらず都合の悪い局面でドジを踏んでしまうことが多い。
ある出来事により、新人時代からアイドルとしての結城りなを応援していたのだが直接それを公言はしなかった。
結城 りな（ゆうき りな）
声 - 林原めぐみ（ドラマCD第1巻）、原えりこ（ドラマCD第2巻・OVA）
母親の再婚によりひろしと義理の兄妹になった芸能界のトップアイドルで、同作品のメインヒロイン。連載開始当初は15歳で誕生日は3月30日（ひろしとは1か月違い）。当初は母親の再婚に対し強い反対姿勢を示し、新しく家族に加わった健やひろしのことを家族とは認めようとしなかった。元々気が強い性格である上に怒りを覚えると反射的に物を投げつける癖があり、ひろしは毎回それで散々な目に遭っていた。しかし、自身の付き人として行動を共にするひろしに芸能界の舞台裏で何度も助けられているうちに徐々に融和姿勢を見せ、彼らのことを家族として認めるようになる。また、ひろしと千里の仲を取り持つうちにひろしのことを異性としても強く意識するようになるが、同じくひろしのことを想っている千里の手前もあり、あくまで芸能人とその付き人の関係として、そして兄妹として接し続ける姿勢を崩さないよう自らを律している。しかし、ひろしの幼馴染・沢田ななえの出現や健の毎度の余計な計らいなどによって、ひろしのことを意識せざるを得ない状況が続いている。また、後期には自身の初恋の相手の正体がひろしであることを知る形になる。ただし、結局この関係に関する結論は出ていない。実は作中で最もサービスカットが多いのはヒロインである彼女で、露出度の高い衣装を着て歌番組に出演したり、水着姿でグラビア写真撮影のモデルを務めたりといった描写が多数ある。
宝生 健（ほうじょう けん）
声 - 柴田秀勝
ひろしの父親で、芸能界に君臨する大物演歌歌手。大手芸能事務所「宝生プロ」の社長でもある。多数のヒット曲とその男らしい渋いマスクで熟年女性層を中心に大勢のファンを獲得しており、芸能界では揺るぎない地位を確立している。しかし、中身はお祭り騒ぎが大好きで、仕事でも私生活でも派手なアトラクションを仕掛けては人を驚かせてばかりいる。健は息子のひろしが自分と同じように芸能人になることを望んでおり、彼の気持ちが芸能界に傾くよう毎回様々な計画を遂行している。ひろしが通う私立高校を買収して芸能学校「私立宝船学園」を設立し、同校の理事長に就任して若手の芸能人たちを編入させたのもその一環である。しかし、ひろし本人はあくまで一般人として静かな生活を送ることを望んでいるためにこれらの計画は毎回上手く行かず、そのことで両者は度々衝突している。ほとんどの面倒事は健が起こしており、またそれまでの経緯もあってひろしは父親としては見ておらず、さん付けで呼び続けている。しかし、後に健が亡き母に対する想いをしっかり持ち続けていることが明らかになると、初めて父親として呼ばれることになる。また、宝生プロの所属タレントで義理の娘でもあるりなは、健の相変わらずのその奇行ぶりに呆れ果てている。作品舞台全体のトラブルメーカーであるが、主役のひろしやりなにはない大胆な発想と行動力を持っており、事実上の話の牽引者としての役割も担っている。
結城 静香（ゆうき しずか）
声 - 林原めぐみ（ドラマCD第1巻）、原えりこ（ドラマCD第2巻）、横尾まり（OVA）
りなの母親で、日本を代表する大女優。ひろしからは「ママさん」と呼ばれている。フランス人を父に持つハーフで、仕事上は八頭身の美人。公の場では大女優らしく毅然とした立ち居振る舞いを見せているが、それは完全に表向きの姿で、家では一転してぐうたらになる。加えて家事は一切出来ず、作る料理はゾウすら一口のもとに絶命させるほどの破壊力を持つため、その手の行為は全てひろしに任せっきりにしている。しかし、実の母親が既に他界しているひろしのことを思い、授業参観の場では母親らしく振舞おうと努力したこともあった。普段は八頭身ではなく小さな子供のような姿をしているため、彼女のことを知らないドン松吾郎から健がりなと結婚して出来た子供だと思われた。
セバスチャン
声 - 銀河万丈
宝生家に仕える初老の執事。国籍は不明。健の古くからの友人で、その息子であるひろしのことを「おぼっちゃま」と呼んで心から慕っている。ひろしがピンチになった時にはどこからともなく颯爽と現れ、その鍛え上げられた肉体をもって主の行く手を阻む者たちを一掃する。しかし、結局はその場をひっかき回すだけで何の役にも立てずに終わってしまうことが多い。熊が大の苦手で、初めて健と出会った時に遭遇した野性の熊に一方的にやられて以来、今日まで苦手意識が抜けなくなっている。
クロコちゃん
宝生家で飼われているクロコダイル科のワニで、性別はメス。リアルで生々しい描写はされておらず、まるでワニのぬいぐるみが動いているかのような姿で描かれている。直立して二足歩行をすることが出来、また、自身の伝えたいことをジェスチャーで表現しようとするなど、爬虫類生物とは思えないほどの知能を持つ。ひろしのことを気に入っており、彼に懐く時には頭をかじる。逆に、いつも自分にひどいことをする火屋が苦手。
宝生 ドン松吾郎（ほうじょう ドンまつごろう）
健と理佳の父親で、ひろしの祖父に当たる人物。仲違いをしている息子の健によって宝生邸の地下に封印されていたが、ひろしがその封印を破ってしまったことによって突然家族の前に現れた。かつては「悪魔の発明王」と恐れられた人物で、閉じ込められている間にも様々な機械設備を備えた地下施設を建造していた。見た目は小柄な老人だがバイタリティに溢れており、全ての女性を愛の奴隷にして世界を自身の理想郷に変えるという野望を持ち続けている。
宝生 理佳（ほうじょう りか）
健の妹で、ひろしの叔母に当たる人物。宝生プロ切っての敏腕マネージャーで、りなの本来のマネージャーでもある。仕事のためにニューヨークに滞在し籍を空けていたが、話の終盤で日本に帰国し登場。以来、宝生一家の一員として共に生活することになる。ちゃらんぽらんな兄とは対照的に何事にもきっちりとけじめを付けなければ済まない性格で、非常に細かいことを気にする。キャリアウーマンらしく常にスーツに身を包んでいるが、それもその性格の表れである。

### 芸能人
伊集院 ありす（いじゅういん ありす）
声 - 水谷優子
かわい子ぶりっ子を売りにしているアイドル歌手。少し前までは芸能界一の人気を誇っていたアイドルだったが、最近急速に力をつけてきたりなに人気を奪われるようになり、その後、歌番組のチャートで2位に陥落。そのことを恨んだありすはりなのことを敵視しており、何かにつけて一方的に絡んでくる。彼女の母親・伊集院 彩（いじゅういん あや）はかつては「東の結城静香、西の伊集院彩」と言われた女優だったが、今は芸能界から引退している。母娘共に宝生家の玉の輿に乗ることを目論んでおり、その糸口として健の息子であるひろしに目をつけている。非常に腹黒い人物だが、大勢のファンや親衛隊が存在する。
火屋 ケンジ（かや ケンジ）
声 - 矢尾一樹
最近メジャーデビューを果たした人気のロックバンド「タバスコ」のリーダー。りなの中学時代の同級生で、りなに惚れている。そのため、りなと一つ屋根の下で暮らすひろしのことを敵視しており、序盤では彼に対し度々実力行使で圧力を掛けていた。りなの手前もあって彼のことは「ひろし兄さん」と呼んでいるが、目は一切笑っていない。ひろしとはその後、りなにモーションを掛けるにあたって共同戦線を張ったりと次第に友人のような間柄になっていくが、ひろし一人が女性芸能人たちからモテる現状については快く思っていない。普段は強気で何事にも傍若無人だが、中身は小心者で、特にお化けが大の苦手。それゆえに、常に霊をまとっている奈良科のことも苦手に思っている。
美浦 千里（みうら ちさと）
声 - 本多知恵子
りなの友人で、アイドルデビューを控えている少女として登場した。愛称は「チーちゃん」。誕生日は8月2日。非常に内気な性格で、特に男性とはほとんど話をしたことがなかった。芸能界には向かない性格であると思われる彼女が芸能界入りを志したのは、友人と慕うりなのようになりたいと願った結果からである。りなと共に通う学校「聖草女学院」の学園祭でひろしと出会い、その時に交わした会話の中で励まされたことを機に急速に彼に惹かれていくようになる。以後、りなの後押しを受けながらひろしとの仲を進展させている。清純派新人アイドルとしてデビューしてからは順調に人気を獲得し、終盤では多忙にもなるほどに仕事が増えていき、映画の主演などを経て新人賞を受賞したりしている。作中では準ヒロイン的な立場で描かれており、中盤からはひろし・りな・千里の三者の三角関係をテーマにした回が作品のウェイトを大きく占めていくことになる。
奈良科 ゆき（ならしな ゆき）
声 - 鶴ひろみ
私立宝船学園に転入した若手のシンガーソングライター。女の恨みつらみをテーマにした非常に暗い歌ばかりを作っており、そのせいか彼女の周囲には常に霊がまとわりついている。彼女自身にもまとわりつく霊は見えているが、その霊と友好関係にあるため除霊をする気はさらさらない。自身のことが苦手（正確には自身にまとわりつく霊や後ろ向きな雰囲気が不得手）な火屋に対し毎回嫌がらせとも取れるような接し方ばかりをしているが、あくまでも特別な意図は存在していない。ある出来事の際に誤って告白されて以降、火屋に対して好意を見せている。眼鏡をかけており、髪もただ伸ばしっぱなしにしているだけと容姿にはあまり気を遣っていないようであるが、素材自体はかなりの美人である。天然ボケ気味な一面があるほか、一途な性格でもある。
橘 マコト（たちばな マコト）
ハードコアパンクバンド「OZ」（オズ）のボーカル。バンドのメジャーデビューを機にひろしたちの前に姿を現した。実は男装の麗人で、聖草女学院時代のりなと千里の同級生だった。背も高く、男性以上に男性らしいので、彼女のことを知らない者はみな女性だと知ると驚きを隠せない。また、火屋ですら恐れを為すほどのケンカの強さを誇っており、友人たちの恋の行く手を阻む者をその拳で一掃する。変わり者ばかりが集まっている芸能界の中では数少ない常識人で、ひろしやりなにとってはこの上なく頼れる良き友人である。
姫宮 佐百合（ひめみや さゆり）
声 - 松井菜桜子
日本映画界で名を馳せる若手の演技派女優。経済界各方面に影響力を持つ財閥の令嬢で、住んでいる純和風の大邸宅には時代錯誤な格好をした家臣を多数携えている。父親は財閥のドン・姫宮 辰夫（ひめみや たつお）。親の七光りの印象があるがその演技力は本物であるらしく、りなは佐百合のことを憧れの女優として尊敬している。しかし、佐百合の方は自分よりも華やかな存在で何かと目立つりなのことを一方的に敵視している。また、毎回ドジを踏んでは佐百合を恥ずかしい目に遭わせているひろしのことも同様に敵視している。
篠原 マリナ（しのはら マリナ）
真っ黒に日焼けした人気の女性モデルで、カメラマン篠原信吾の妹。主に兄・信吾の協力者という形で登場し、登場人物たちの恋愛関係に直接絡むことはない。過激な性格で、計画遂行の際には拳銃や手錠といった物騒なものを好んで使用する。また、対象の目を欺くために変装を用いることもある。兄のことは金のなる木のようにしか思っておらず、自分の協力を頼って頼み事をする兄に平然と報酬をせびる。ハワイロケグラビア写真撮影での一件の後は兄と共に帰国し、私立宝船学園に転入した。
狭間 とおる（はざま とおる）
アイテレビ開局30周年テレビドラマ『愛してトラブル』でりなと共演した、青春一直線の爽やかさを売りにしている新人俳優。同作品の放送後は私立宝船学園に転入した。性格は非常にマイペースで、何事に対しても「前進! 前進!! 前進!!!」が信条。ほぼ毎回ランニング姿で登場し、周りの者たちに青春とは何かを唱えて回っている。
海江田 淳（かいえだ じゅん）
声 - 松本保典
大手芸能事務所「五味プロ」に所属する歌手。元はお笑い芸人を志望してこの業界に入ってきたのだが、事務所の社長が打ち出した方針により二枚目歌手として売り出されている。しかし、彼自身は今の自分の仕事には満足しておらず、お笑い芸人への道を諦め切れないでいる。黙っていればいい男なのだが、着ている服に仕掛けをしておいて人から笑いを取ろうとしたり、演歌歌手の宝生健をお笑い芸人の鑑として尊敬していたりとどこかズレたところがある。
Mr.エイリアン（ミスターエイリアン）
巷でブームになっている人気の催眠術師。出演番組の収録中、番組で共演したりなに水を口にしただけで酔っ払ってしまうようにする暗示を掛けた。その後、エイリアン自身が術に掛かって酔い潰れ、番組の収録がグダグダになったために番組内ではりなへの暗示の成否は分からなかったが、帰宅後、夕食の場で彼女が飲み水を口にした際にしっかりとその暗示が掛かっていることが判明。これが宝生邸内や私立宝船学園内でりながちょっとした騒動を巻き起こす元になった。
グレート巌（グレートいわお）
五味プロに雇われた元ヘヴィ級世界チャンピオンのプロボクサー。宝生プロはひろし主演のボクシング映画を本人の与り知らぬところで着々と企画していたが、契約上の穴を突かれて五味プロの社長・五味都に映画の制作権を奪われた。都は映画の制作権を賭けて互いに主役として相応しいと考える俳優同士を闘わせる企画を健に持ち掛け、その際に都がひろしの対戦相手に選んだのがこのグレート巌である。まさに貧弱な男の見本のようなひろしが正攻法で勝てる相手ではなかった。しかし、いったんやる気を見せたひろしの発する雰囲気を押される場面も。最終的にこの映画が上演されたのかなどは不明。
マギー・ギャンバレ
コンサート出演のためにアメリカから来日したヘヴィメタル界の歌姫。金髪の美人だが、性格はおてんばで非常にわがまま。空港で間違えて自分に声をかけたひろしのことを日本の事務所が自分に付けてくれた付き人だと勘違いし、そのまま拉致。自分の身の回りの世話をさせた挙句に、ライブのバックダンサーまでも務めさせた。付き人というのが勘違いだったことは後に理解したが、それが縁で出会ったひろしのことを非常に気に入っており、彼をそのままりなの下に返すことを拒んで彼女に勝負を仕掛けた。
久津 なるみ（くず なるみ）
五味プロに所属するものまねアイドル。事務所の社長・都の命令でりなそっくりの姿になり、ひろしを陥れるために一芝居を打つ。普段はベリーショートカットで眼鏡を掛けた地味な感じの女性だが、ものまねのスキルは非常に高く、真似る対象が女性であればその人物のメイクの特徴・声調・身振り手振りまで徹底して真似ることが出来る。当初、私立宝船学園には作戦遂行の際に必要となるデータを揃えるために潜入しただけだったはずだが、作戦の失敗後はいつの間にか同校の生徒になっていた。
狛犬 凶子（こまいぬ きょうこ）
テレビ番組の大予言コーナーに呼ばれて出演した芸能占い師。自称「キョンキョン」。出演コーナーの生放送中に共演者のりなの身に振りかかる事象を占い、そのついでにひろしの身に降りかかる受難も予言した。二人からは全く信じてもらえなかったが予知能力は本物であるらしく、ひろしとりながプライベートで遊びに行った夏祭りの会場で次々と彼女の予言が的中した。その後、経緯は不明だが私立宝船学園に転入していたらしく、第11巻ではひろしたちの同級生として登場する。
サーロイン
住民全員が牛のような姿をした惑星・ホルスタイン星で活躍する異星人アイドル。りなの存在を知ってマネージャーと共に地球に訪れ、彼女に宇宙一のアイドル勝負を仕掛けた。ホルスタイン星は地球以上に高度な文明が発達した星で、なおかつ大気汚染がないらしい。そこの生まれであるサーロインには地球の汚染された空気は合わなかったため、急遽ホルスタイン星にて対決することになった。メインを張ったのはたった一回だけの単発キャラだが、単行本第10巻にも1コマだけモブで登場する。
杉谷 コウ（すぎたに コウ）
宝生プロに所属する新人男性アイドル歌手で、ひろしの中学時代の同級生。何をやらせても人並み以上にこなせるスキルの高さと、自然と人を引き寄せるスター性を兼ね備えている。ひろしのことは、再会した当初は自分の色彩を引き立たせるだけの刺身のツマのようにしか見ていなかったが、出演した歌番組の生放送中に起きたアクシデントを彼に助けられたことでその考えが変わるようになる。父親は浪曲の神様・杉谷 亀造（すぎたに かめぞう）で、彼とその妻に過保護に育てられたせいか16歳になる今も親離れができていない。
速水 楓（はやみ かえで）
宝生健を慕う25歳の演技派女優。心理表現が物凄く大げさで、健に対する感情が抑えきれなくなった時などには人目もはばからずにオーバーアクションを取る癖がある。健の再婚相手である静香を目の上のたんこぶに思っており、健を寝取るために素性を隠して宝生邸に潜入。その際に健の息子であるひろしにも惚れてしまい、素性がバレて宝生邸から叩き出された後は私立宝船学園の教員になりすまし、健とひろし両方にアタックし続けている。自分よりも胸が大きいりなをライバル視している。
パイン & メロン
新人アイドルユニット「フルーツ」として芸能活動を始めたばかりの双子の姉妹。外見は非常によく似ている。パインの方は異性には全く興味がないらしく、同じアイドルとして憧れるりなに対し過剰なスキンシップ行為に及んだり、更衣室で彼女が着替えるところを覗いたりしている。また、隙あらばりなの下着を入手しようとも思っている。一方、メロンはパインのような同性愛嗜好はないものの、彼女も男性の裸を写真に撮ってコレクションするという変態嗜好を持っている。
電撃トランプ（でんげきトランプ）
不良少女4人によるロックバンド。ボーカルの不知火 藍（しらぬい あい）、ギターの朱美（あけみ）、ドラムのみどり、ベースの茶子（ちゃこ）の4人から成り、各メンバーの立ち位置はトランプのスートに割り当てられている。メンバー全員が聖草女学院の生徒で、特にボーカルの藍はかつてマコトと女番長の座を賭けて争った間柄でもある。過去に辛酸を舐めさせられたマコトにリベンジをするため、藍はバンドのメンバーを引き連れて私立宝船学園に乗り込んできた。
蛭田 裕二（ひるた ゆうじ）
五味プロに所属する俳優で、千里主演のラブロマンス映画で彼女の恋人役に抜擢された青年。当初は共演者の千里とベッドシーンをやる予定だったが、ひろし以外の男性と抱き合ったりキスをしたりするつもりがない千里がそれを拒否をしたため、急遽ベッドシーンのみひろしを代役に立てることが決まった。千里とのベッドシーンだけを楽しみにこの仕事を引き受けた蛭田はこれを不服に思い、事務所の社長・都と共謀して使いの者たちにひろしを拉致させ、人気のない倉庫に軟禁した。
ファイヤー泉（ファイヤーいずみ）
女子プロレス界に新星のごとく現れたスーパースター。実はひろしと同じ幼稚園に通っていた一人の女子園児が成長した姿で、その優しさからずっと大好きであったひろしのことを守るために強さを求め、その結果プロレスラーになった。ひろしとはその後10年以上の歳月を経て再会するが、ひろしに出来た義理の妹のりなが既にその役割を果たしていることを知って激怒。その一部始終を見ていた健が面白半分に企画したプロレスイベントでりなとシュートで勝負をすることになった。りなも作中腕っ節の強さを見せるシーンは多いが、本職だけあって一方的に追い詰めていた。回想シーンにおける幼稚園児当時から野犬相手にドロップキックを放つなど異常な強さを誇っている。登場後すぐに物語が締めに入ったため、その後は最終回に姿を見せたのみだった。
神保 舞子（じんぼ まいこ）
心霊特集番組で話のネタに用意された一本のマイクに取り憑いていた、かつての大物女流演歌歌手の幽霊。番組の収録中にりながそれを不用意に触れたことで舞子が乗り移り、以来、歌を歌おうとすると着物姿になって彼女の生前の曲を歌わされるという呪いがりなに掛かってしまった。一人娘の神保 アキ子（じんぼ アキこ）が自分と同じように演歌歌手としてデビューするのを夢見ていたが、娘には才能がなくその夢がかなわなかったために成仏できないでいる。

### 芸能関係者
りなのマネージャー
声 - 田中亮一
りなの本来のマネージャーである理佳が帰国してくるまでの間、代理でマネージャーを務めていた宝生プロの青年社員。元々出番が少ないこともあって彼がマネージャーらしい仕事をしている場面はあまりなく、せいぜい送迎車の運転や宿泊先のホテルの確保をしている様子が見られる程度である。そのため、作中では事実上ひろしと健がりなの全マネージメントを担当していたようなものだった。理佳が復帰した際は、健の言うままにりなが色物色の強い番組への出演をセッティングされていることに困惑しつつも対応できない情けない姿を見せていた。社長の健と上司の理佳の機嫌を損ねてしまうことを何よりも恐れている。ひろしに対しても低姿勢であり、人の良い人物ではある。
桃山（ももやま）
声 - 屋良有作
フリーランスで活動していると思しき芸能レポーター。芸能人たちのスキャンダルを暴露することに命を懸けている男で、ひとたびスキャンダルの匂いを嗅ぎつけると蛇のような執念深さでその対象を追い詰める。そのため、芸能人たちの間でも有名な存在になっており、りなも彼の魔の手が自身に及ぶことを警戒している。既にいい年をした中年の男性だが、実はりなのことが大好きで、作中では好きなりなを追い詰めることに快感を覚えるというとんでもなく歪んだ愛情表現を見せる。
五味 都（ごみ みやこ）
海江田淳や久津なるみらが所属する芸能事務所「五味プロ」の女社長。現在、同事務所は非常に力をつけており、宝生健が経営する宝生プロとは競合の関係にあるが、所属タレントをスパルタ式で育成したり、音楽大賞の審査員を事前に買収したりと醜聞も多い。実は高校生当時の都は健の大ファンだったが、彼に贈ったバレンタインチョコのことで心に傷を負ってからは感情が一転し、彼のことを恨むようになった。今でも健に対し歪んだ愛情を持っており、自身の芸能事務所を設立して彼に対抗し続けているのもその感情の裏返しからである。直接顔を合わせると、ついファンとしての素が出てしまうこともある。
ピエール・ドヌール
静香の父親で、フランス映画界の名プロデューサー。ひろしと健からは「フランスじいさん」と呼ばれている。自身が手掛ける日仏合作映画の主演に孫娘のりなを抜擢するつもりであり、彼女の承諾を得るために来日した。実はそうすることでりなを自身の手元に置くことを企てていたが、しばらく宝生邸に滞在する中でひろしの献身と苦労の日々を目の当たりにし、彼にならりなを安心して任せられると判断し帰国した。頑固者で意地っ張りな性格なので、宝生邸にいる間は健からいいおもちゃにされ続けていた。
篠原 信吾（しのはら しんご）
りなと千里のハワイロケグラビア写真撮影でカメラマンを務めた男性。ナンパ師で若い女性に対する手癖が悪く、さらにはアイドルのヌード写真を撮ることにかけては業界一のカメラマンであるらしい。りなも危うくその毒牙に掛かるところだったが、クロコちゃんから事の次第を聞いたひろしの手によって阻止された。しかし、その後もりなのヌードを撮ることを諦めてはおらず、ハワイ滞在中は妹のマリナを使って何度もりなを脱がそうと試みた。それ以来、妹共々宝生一家からマークされ続けている。
隼 ネネ（はやぶさ ネネ）
ひろしを芸能人にするその一環として呼び寄せられた究極の付き人。今や彼の生き甲斐にもなっているりなの付き人の座を剥奪してしまえば芸能人化計画がやりやすくなると考え、健が呼び寄せた。りなの仕事の段取りからメンタル面でのケアまで、何をやらせてもひろし以上にこなす高い能力を持つ。同様に高い能力を持つブタの付きブタ（つきブタ）が相棒。りなの付き人を辞めたくないひろしは、健のジャッジの下で彼女たちと対決することになる。
真崎 僚（まさき りょう）
いくつもの大ヒット作を生み出している著名な映画監督。同じく映画監督をしていたりなの父親を師と仰ぎ、彼が生きていた頃は彼の下で助監督をしていた。そのため、彼の元妻である静香やその娘であるりなとも古くから交流がある。りなの憧れの対象であり、真崎自身も死んだ父親に代わってりなの成長を見守ると共に彼女を恋愛対象として見ている。容姿端麗で性格も優しく、社会的地位もあるなど、1人の男性として完璧すぎるほどに全てが揃っているため、ひろしが本気でかなわないと認めた相手である。
後貝 るみ（ごかい るみ）
バンド「OZ」の下で付き人として働くことになった少女。テレビ局での初仕事の際に初めて会ったマコトに一目惚れし、彼女の「彼女」になりたいと思うようになる。マコトが女性であることは知らない。人の話を聞かずに早合点ばかりをするため、付き人としての能力が非常に疑われる。
モリヤ製菓の若社長（モリヤせいかのわかしゃちょう）
千里がテレビCMのイメージキャラクターを務めている製菓会社の子息で、眼鏡をかけた大人しそうな青年。千里のことを気に入っており、CMの収録に立ち会った際に交わした会話の中で千里が自分と同じく甘党であることを知って、彼女を毎日ケーキ屋に誘い出すようになる。お互いの考え方に相違があり、千里は彼のことを美味しいケーキをご馳走してくれる優しいお兄さんという見方にとどまっており、相手が恋愛感情を有しているとは思わなかった。
相川（あいかわ）
千里の身の回りの世話をしている女性。付き人であるが千里よりも年上のようであり、彼女の仕事の段取りやメンタル面でのケアといったマネージャー的な職務もこなしている。ひろしのことを「今世紀最大の天才付き人」と呼んで尊敬し、千里が映画のベッドシーンの撮影を拒否した際には真っ先にひろしの下へ相談しに行った。

### 一般人
ゆずる
声 - 小野健一（ドラマCD）、小野坂昌也（OVA）
ひろしの友人で、大のアイドルマニア。特にりなのことは彼女の親衛隊のメンバーを務めるほどまでに入れ込んでいる。第1話では、母親を失って落ち込むひろしに自身が大切にしているりなのグッズを分けてやるなど良き友人としての面も見せたが、彼がりなと一つ屋根の下で暮らすことを知ってからは態度が一転。他の親衛隊のメンバーと共にひろしの行く先々でデモを起こしに行くようになる。「きのうの同級生（とも）は今日の敵」と「天誅」が口癖。
先生（せんせい）
ひろしが通っていた私立高校の男性教員。同校が健に買収されてからは私立宝船学園の教員となり、ひろしたちが在籍するクラスの担任を務めている。彼もりなのファンの一人であり、りなのことを慕う学園内の男子生徒たちと同様にひろしの境遇をやっかんでいる。実はりなぐらいの年の子供がいてもおかしくない年齢であるらしい。授業参観の際は年老いた母親が顔を出しているが、長らく顔を合わせていなかったらしい。
片山総長（かたやまそうちょう）
結城りな親衛隊の総長を務めている青年で、作中で一人だけ劇画風に描かれている角刈りの大男。敬愛するりなのことを「りなさま」と呼んでおり、そのりなと一つ屋根の下で暮らすひろしのことを「外道」と呼んでいる。りなの身の安全を思うあまりに宝生邸に居座り、そこでひろしが取る行動を逐一監視するという手段に出た。しかし、最終的にはある出来事のせいで過剰にひろしを認めるスタンスになってしまった。
沢田 ななえ（さわだ ななえ）
裕福な家庭で生まれ育った少女。ひろしとは昔から家族ぐるみで付き合いがあった幼馴染同士である。非常に生真面目な性格で、俗にまみれたものが大嫌い。その代表例として芸能界を挙げている。また、非常に押しが強い性格で、元から意志薄弱なひろしは当然のこと、自分と同様に気が強い性格のりなをも論破してしまうほどである。ひろしとは学年は一緒であるが姉のように接しており、彼がこのまま芸能界に染まって自身の手の届かないところに行ってしまうことを何よりも恐れている。
たけお
心臓の手術を受けるために大学附属病院に入院している、小学生と思しき少年。外出していた時に、ひろしとりなが仕事のために2人きりで生活しているマンションからこっそりと出てくるところを見掛け、それを機に彼らと知り合う。りなの大ファンで、病室にはりなのグッズをたくさん飾っている。
吉美（よしみ）
私立宝船学園に通う女子生徒で、ひろしたちから見て後輩に当たる少女。愛称は「よっちゃん」。りなの仕事の関係で時々テレビに映るひろしを見て大ファンになり、現状ではまだひろしは一般人であるにもかかわらず彼のことを応援している。彼女の行動にはやや自分本位なところが見られるが、それにはある理由があった。

## 単行本
週刊少年サンデー版元の小学館から発売された少年サンデーコミックス版の単行本は全11巻、後に白泉社から発売された白泉社文庫版の単行本は全6巻。単行本各巻の作品掲載順が必ずしも本誌連載当時の掲載順であるとは限らないのが特徴で、特に中盤あたりではそのほとんどの回は掲載順が前後している。さらに、少年サンデーコミックス版と白泉社文庫版とでは掲載順が異なる。

### 少年サンデーコミックス版
1. 1990年4月18日発売、ISBN 978-4091224217
2. 1990年6月18日発売、ISBN 978-4091224224
3. 1990年8月18日発売、ISBN 978-4091224231
4. 1990年10月18日発売、ISBN 978-4091224248
5. 1990年12月13日発売、ISBN 978-4091224255
6. 1991年4月18日発売、ISBN 978-4091224262
7. 1991年6月18日発売、ISBN 978-4091224279
8. 1991年8月9日発売、ISBN 978-4091224286
9. 1991年11月18日発売、ISBN 978-4091224293
10. 1992年1月18日発売、ISBN 978-4091224309
11. 1992年2月18日発売、ISBN 978-4091230010

### 白泉社文庫版
1. 1999年9月発売、ISBN 978-4592884316
2. 1999年9月発売、ISBN 978-4592884323
3. 1999年9月発売、ISBN 978-4592884330
4. 1999年12月発売、ISBN 978-4592884347
5. 1999年12月発売、ISBN 978-4592884354
6. 1999年12月発売、ISBN 978-4592884361

## メディアミックス作品

### ドラマCD
いずれもポリスターより発売。原作にはないオリジナル脚本のドラマと、作中の主要登場人物たちが歌うイメージソングが収録されている。このうち、結城りな・宝生ひろし・伊集院ありす・美浦千里が歌うイメージソングについては後述のシングルCDにも収録されている。
- 1990年6月25日発売 - 星くずパラダイス
- 1991年1月25日発売 - 星くずパラダイス2 〜宝船歌謡大全〜

### シングルCD
いずれもポリスターより発売。ドラマCD第1巻収録曲に関してはそのリミックス版と同曲のカラオケ版が、ドラマCD第2巻収録曲に関しては原音の再録と同曲のカラオケ版が収録されている。特典として、同梱のブックレットに主要登場人物たちのプロフィールが掲載されている（その他のメディアでは、原作単行本第6巻にりなのプロフィールが掲載されているのみ）。
- 1991年4月25日発売 - 星くずパラダイス STAR DUST MEMORY SERIES 1 虹色れんあい♥
- 1991年4月25日発売 - 星くずパラダイス STAR DUST MEMORY SERIES 2 星くずパラダイス
- 1991年5月25日発売 - 星くずパラダイス STAR DUST MEMORY SERIES 3 お花畑でラッタッタ
- 1991年5月25日発売 - 星くずパラダイス STAR DUST MEMORY SERIES 4 悲しみロンド
- 1991年6月25日発売 - 星くずパラダイス STAR DUST MEMORY SERIES 5 まじかるキッス♥

### OVA
1991年7月25日、ポリスターより発売。VHS版とLD版が発売されたが、共に全1巻で後続リリース作品はなし。再生時間55分、巻末に映像特典あり。主題歌は虹色れんあい。CD版では林原めぐみが歌っていたが、OVAでは原えり子が歌っている。

#### スタッフ
- 監督・絵コンテ - なみきまさと
- 脚本 - 久保卓哉
- キャラクターデザイン - 佐々木文雄
- 作画監督 - 佐木波美
- 美術設定 - 縫部文江
- 撮影 - 森下成一
- 音響 - 三間雅文
- 音楽 - 飛澤宏元
- COプロデューサー - 奥野敏聡、神田修吉
- プロデューサー - 筧行夫
- アニメーション制作 - パステル
- 制作 - オービー企画
- 製作 - ポリスター

## 関連グッズ
当時、週刊少年サンデーでは主力作品を積極的にグッズ販売していたため、雑誌上での通販形式でのみ発売されたポスターやタオルなどが多数存在する。

### テレホンカード
- 週刊少年サンデー抽選プレゼント特典テレホンカード（小学館）
- OVA販売促進用テレホンカード（ポリスター）